# Fredrik Olsson
Karl Eric Fredrik Olsson (Karlshamn, 4 febbraio 1985) è un ex calciatore svedese, di ruolo attaccante.

## Carriera
Gran parte della sua carriera si è sviluppata in Superettan, la seconda serie nazionale, di cui è stato anche capocannoniere nel 2015.
Olsson ha debuttato in Superettan il 15 settembre 2002 a 17 anni, subentrando nei minuti finali della sconfitta interna per 1-2 contro il Brage. È stata l'unica presenza in campionato messa a referto in quella stagione, mentre nel 2003 e nel 2004 ha continuato a giocare solo nelle giovanili.
Nel 2005 è stato lanciato in prima squadra, tanto da giocare 29 partite sulle 30 totali. Con 13 gol all'attivo, ha chiuso al quarto posto nella classifica marcatori di quel campionato di Superettan. Nella stagione successiva le reti prodotte sono state 9 in 25 incontri.
Nel 2007 ha iniziato la sua prima parentesi in Allsvenskan, il massimo campionato svedese, con l'ingaggio a parametro zero da parte dell'Helsingborg. Nonostante i tre anni di contratto, la sua permanenza in rossoblu è durata un anno e mezzo, durante i quali ha giocato solo 6 partite di cui nessuna da titolare.
Nell'estate del 2008 è sceso in Superettan per firmare a titolo gratuito con il Landskrona BoIS. In cinque anni e mezzo si è imposto come miglior marcatore della sua squadra rispettivamente nelle stagioni 2009, 2011, 2012 e 2013. Complessivamente ha realizzato 51 reti in 136 gare di campionato.
Nel febbraio del 2014 ha sottoscritto un contratto biennale con lo Jönköpings Södra. Ha chiuso la prima stagione in maglia verde segnando 14 gol in 29 partite (eguagliando il suo bottino di 14 centri nel 2009 al Landskrona), ma nel campionato successivo è riuscito a laurearsi capocannoniere della Superettan 2015 con le 17 reti che hanno lanciato lo Jönköpings Södra verso una partecipazione alla Allsvenskan che mancava da 46 anni.
Nonostante la promozione, il 30enne Olsson una volta scaduto il contratto ha continuato a giocare in seconda serie scegliendo di firmare con l'Halmstad, squadra che era appena retrocessa dalla Allsvenskan 2015. Anche in questo caso Olsson ha contribuito al raggiungimento della promozione, questa volta con un fatturato di 11 gol segnati in 25 partite giocate.
La stagione 2017 è stata la prima vera e propria disputata da Olsson in Allsvenskan, fatta eccezione per le 6 fugaci presenze che aveva collezionato con l'Helsingborg tra il 2007 e il 2008. All'età di 32 anni ha così realizzato i suoi primi gol nella massima serie, con 3 reti nelle 11 partite stagionali giocate con l'Halmstad (che occupava il penultimo posto in classifica). A fine luglio, intorno a metà campionato, Olsson è stato ceduto ad un'altra squadra di Allsvenskan, lo Jönköpings Södra, dove aveva già giocato nel biennio 2014-2015 in Superettan quando aveva però avuto un impatto offensivo maggiore.

## Palmarès

### Club

#### Competizioni nazionali
- Division 2: 2

Mjällby: 2003, 2004
- Superettan: 1

Jönköpings Södra: 2015

### Individuale
- Capocannoniere della Superettan: 1

2015 (17 gol)